# Huangliang (köpinghuvudort i Kina, Hubei Sheng, lat 31,26, long 110,83)
Huangliang (kinesiska: 黄粮, 黄粮镇) är en köpinghuvudort i Kina. Den ligger i provinsen Hubei, i den centrala delen av landet, omkring 340 kilometer väster om provinshuvudstaden Wuhan. Antalet invånare är 21 864. Befolkningen består av 10 386 kvinnor och 11 478 män. Barn under 15 år utgör 9,0 %, vuxna 15-64 år 78 %, och äldre över 65 år 12,0 %.
Runt Huangliang är det ganska tätbefolkat, med 78 invånare per kvadratkilometer. Närmaste större samhälle är Gaoyang, 7,0 km sydväst om Huangliang. I omgivningarna runt Huangliang växer i huvudsak blandskog.
Genomsnittlig årsnederbörd är 1 307 millimeter. Den regnigaste månaden är augusti, med i genomsnitt 236 mm nederbörd, och den torraste är december, med 14 mm nederbörd.